# 2018 w filmie
Wydarzenia filmowe w 2018 roku.

2018 w filmie to 130. rok w historii kinematografii.

## Wydarzenia
- 7 stycznia – 75. ceremonia wręczenia Złotych Globów
- 17 lutego – 71. ceremonia wręczenia nagród Brytyjskiej Akademii Filmowej
- 15–25 lutego – 68. Międzynarodowy Festiwal Filmowy w Berlinie
- 2 marca – 43. ceremonia wręczenia Cezarów
- 4 marca – 90. ceremonia wręczenia Oscarów
- 26 marca – 20. ceremonia wręczenia Orłów
- 8–19 maja – 71. Międzynarodowy Festiwal Filmowy w Cannes
- 29 sierpnia-8 września – 75. Międzynarodowy Festiwal Filmowy w Wenecji
- 17–22 września – 43. Festiwal Polskich Filmów Fabularnych w Gdyni
- 15 grudnia – 31. ceremonia wręczenia Europejskich Nagród Filmowych

## Premiery

### Filmy polskie[1]
| Data                  | Tytuł filmu                      | Kraj                               | Reżyseria            | Obsada |
| --------------------- | -------------------------------- | ---------------------------------- | -------------------- | --- |
| 5 stycznia 2018(dts)  | Studniówk@                       | Polska · Włochy                    | Alessandro Leone     | Agnieszka Fórmanowska, Jakub Sokołowski, Marianna Januszewicz, David Oakes                                                                               |
| 12 stycznia 2018(dts) | Narzeczony na niby               | Polska                             | Bartosz Prokopowicz  | Julia Kamińska, Piotr Stramowski, Sonia Bohosiewicz, Piotr Adamczyk, Barbara Kurdej-Szatan, Tomasz Karolak                                               |
| 19 stycznia 2018(dts) | Atak paniki                      | Polska                             | Paweł Maślona        | Artur Żmijewski, Dorota Segda, Nicolas Bro, Magdalena Popławska, Grzegorz Damięcki, Julia Wyszyńska                                                      |
| 19 stycznia 2018(dts) | Syn Królowej Śniegu              | Polska                             | Robert Wichrowski    | Michalina Olszańska, Franciszek Pieczka, Anna Seniuk, Rafał Fudalej, Maciej Bożek, Ewa Szykulska                                                         |
| 19 stycznia 2018(dts) | DJ                               | Polska · Wielka Brytania           | Alek Kort            | Maja Hirsch, Cristian Solimeno, Daniel Olbrychski, Miltos Yerolemou, Lena Gora, Robert Gonera, Marcel Borowiec, Rosalind Halstead                        |
| 26 stycznia 2018(dts) | Podatek od miłości               | Polska                             | Bartłomiej Ignaciuk  | Grzegorz Damięcki, Aleksandra Domańska, Roma Gąsiorowska, Michał Czernecki, Magdalena Różczka, Weronika Rosati, Magdalena Popławska, Grażyna Wolszczak   |
| 26 stycznia 2018(dts) | Najpiękniejsze fajerwerki ever   | Polska                             | Aleksandra Terpińska | Justyna Wasilewska, Malwina Buss, Piotr Polak, Jacek Beler, Artur Krajewski                                                                              |
| 26 stycznia 2018(dts) | 60 kilo niczego                  | Polska                             | Piotr Domalewski     | Grzegorz Damięcki, Artem Manuilov, Andrzej Grabowski, Tomasz Schuchardt                                                                                  |
| 26 stycznia 2018(dts) | Amerykański sen                  | Polska                             | Marek Skrzecz        | Szymon Siwiec |
| 2 lutego 2018(dts)    | Plan B                           | Polska                             | Kinga Dębska         | Kinga Preis, Marcin Dorociński, Edyta Olszówka, Roma Gąsiorowska, Krzysztof Stelmaszyk, Małgorzata Gorol                                                 |
| 22 lutego 2018(dts)   | Kobiety mafii                    | Polska                             | Patryk Vega          | Olga Bołądź, Agnieszka Dygant, Katarzyna Warnke, Aleksandra Popławska, Julia Wieniawa, Bogusław Linda, Piotr Stramowski, Tomasz Oświeciński              |
| 15 marca 2018(dts)    | Pitbull. Ostatni pies            | Polska                             | Władysław Pasikowski | Marcin Dorociński, Krzysztof Stroiński, Doda, Aleksandra Popławska, Rafał Mohr, Cezary Pazura, Adam Woronowicz, Marian Dziędziel, Agnieszka Kawiorska    |
| 11 maja 2018(dts)     | Katyń. Ostatni świadek           | Polska · Wielka Brytania           | Piotr Szkopiak       | Alex Pettyfer, Robert Więckiewicz, Talulah Riley, Michael Gambon, Will Thorp, Henry Lloyd-Hughes, Piotr Stramowski, Gwilym Lee                           |
| 8 czerwca 2018(dts)   | Czuwaj                           | Polska                             | Robert Gliński       | Mateusz Więcławek, Jakub Zając, Magdalena Wieczorek, Michał Włodarczyk                                                                                   |
| 8 czerwca 2018(dts)   | Zimna wojna                      | Polska · Francja · Wielka Brytania | Paweł Pawlikowski    | Joanna Kulig, Tomasz Kot, Agata Kulesza, Borys Szyc |
| 3 sierpnia 2018(dts)  | Odnajdę cię                      | Polska                             | Beata Dzianowicz     | Ewa Kaim, Dariusz Chojnacki, Michał Żurawski, Piotr Stramowski                                                                                           |
| 17 sierpnia 2018(dts) | 303. Bitwa o Anglię              | Polska · Wielka Brytania           | David Blair          | Iwan Rheon, Milo Gibson, Marcin Dorociński, Kryštof Hádek, Radosław Kaim, Filip Pławiak                                                                  |
| 31 sierpnia 2018(dts) | Dywizjon 303. Historia prawdziwa | Polska · Wielka Brytania           | Denis Delić          | Piotr Adamczyk, Maciej Zakościelny, Cara Theobold, Antoni Królikowski, Andrew Woodall, Anna Prus, Krzysztof Kwiatkowski, Jan Wieczorkowski               |
| 17 września 2018(dts) | Kamerdyner                       | Polska                             | Filip Bajon          | Sebastian Fabijański, Janusz Gajos, Adam Woronowicz, Anna Radwan, Marianna Zydek, Borys Szyc                                                             |
| 28 września 2018(dts) | Kler                             | Polska                             | Wojciech Smarzowski  | Janusz Gajos, Jacek Braciak, Arkadiusz Jakubik, Robert Więckiewicz, Joanna Kulig, Bartosz Bielenia, Iwona Bielska, Michał Gadomski, Mirosław Haniszewski |
| 30 listopada 2018     | Eter                             | Polska · Ukraina · Litwa · Węgry   | Krzysztof Zanussi    | Jacek Poniedziałek, Andrzej Chyra, Zsolt László, Ostap Vakuliuk                                                                                          |
| 7 grudnia 2018        | Fuga                             | Polska                             | Agnieszka Smoczyńska | Gabriela Muskała, Łukasz Simlat, Małgorzata Buczkowska                                                                                                   |

### Filmy zagraniczne
| Data                      | Tytuł filmu                                   | Kraj                                | Reżyseria               | Obsada |
| ------------------------- | --------------------------------------------- | ----------------------------------- | ----------------------- | --- |
| 18 stycznia 2018(dts)     | Swinging Safari                               | Australia                           | Stephan Elliott         | Kylie Minogue, Guy Pearce, Radha Mitchell, Julian McMahon, Asher Keddie, Jeremy Sims, Darcey Wilson, Jack Thompson, Jacob Elordi |
| 26 stycznia 2018(dts)     | Więzień labiryntu: Lek na śmierć              | Stany Zjednoczone                   | Wes Ball                | Dylan O’Brien, Kaya Scodelario, Thomas Brodie-Sangster, Ki Hong Lee, Giancarlo Esposito, Aidan Gillen, Walton Goggins, Barry Pepper, Will Poulter, Patricia Clarkson |
| 29 stycznia 2018(dts)     | Czarna Pantera                                | Stany Zjednoczone                   | Ryan Coogler            | Chadwick Boseman, Michael B. Jordan, Lupita Nyong’o, Danai Gurira, Martin Freeman, Daniel Kaluuya, Letitia Wright, Winston Duke, Angela Bassett, Forest Whitaker, Andy Serkis |
| 9 lutego 2018(dts)        | Nowe oblicze Greya                            | Stany Zjednoczone                   | James Foley             | Dakota Johnson, Jamie Dornan, Eric Johnson, Eloise Mumford, Rita Ora |
| 15 marca 2018(dts)        | Pacific Rim: Rebelia                          | Stany Zjednoczone                   | Steven S. DeKnight      | John Boyega, Scott Eastwood, Jing Tian, Cailee Spaeny, Rinko Kikuchi |
| 16 marca 2018(dts)        | Tomb Raider                                   | Stany Zjednoczone · Wielka Brytania | Roar Uthaug             | Alicia Vikander, Walton Goggins, Daniel Wu, Dominic West |
| 29 marca 2018(dts)        | Player One                                    | Stany Zjednoczone                   | Steven Spielberg        | Tye Sheridan, Olivia Cooke, Ben Mendelsohn, Simon Pegg, T.J. Miller, Hannah John-Kamen, Mark Rylance |
| 23 kwietnia 2018(dts)     | Avengers: Wojna bez granic                    | Stany Zjednoczone                   | Anthony Russo Joe Russo | Robert Downey Jr., Chris Hemsworth, Mark Ruffalo, Chris Evans, Scarlett Johansson, Benedict Cumberbatch, Don Cheadle, Tom Holland, Chadwick Boseman, Paul Bettany, Chris Pratt, Zoe Saldaña, Elizabeth Olsen, Dave Bautista, Karen Gillan, Pom Klementieff, Anthony Mackie, Sebastian Stan, Bradley Cooper, Vin Diesel, Danai Gurira, Josh Brolin |
| 13 maja 2018(dts)         | Szczęśliwy Lazzaro                            | Włochy                              | Alice Rohrwacher        | Adriano Tardiolo, Alba Rohrwacher, Nicoletta Braschi, Sergi López, David Bennent |
| 17 maja 2018(dts)         | Nadmiar łaski                                 | Włochy                              | Gianni Zanasi           | Alba Rohrwacher, Elio Germano, Hadas Jaron |
| 25 maja 2018(dts)         | Han Solo: Gwiezdne wojny – historie           | Stany Zjednoczone                   | Ron Howard              | Alden Ehrenreich, Emilia Clarke, Donald Glover, Woody Harrelson, Thandie Newton, Paul Bettany, Joonas Suotamo, Jon Favreau |
| 5 czerwca 2018(dts)       | Iniemamocni 2                                 | Stany Zjednoczone                   | Brad Bird               | Craig T. Nelson, Holly Hunter, Sarah Vowell, Samuel L. Jackson, Huckleberry Milner |
| 6 czerwca 2018(dts)       | Jurassic World: Upadłe królestwo              | Stany Zjednoczone                   | Juan Antonio Bayona     | Chris Pratt, Bryce Dallas Howard, B.D. Wong, Jeff Goldblum, Toby Jones, James Cromwell, Daniella Pineda |
| 15 czerwca 2018(dts)      | Słodki kraj                                   | Australia                           | Warwick Thornton        | Hamilton Morris, Sam Neill, Bryan Brown |
| 27 lipca 2018(dts)        | Mission: Impossible – Fallout                 | Stany Zjednoczone                   | Christopher McQuarrie   | Tom Cruise, Henry Cavill, Ving Rhames, Simon Pegg |
| 30 lipca 2018(dts)        | Krzysiu, gdzie jesteś?                        | Stany Zjednoczone                   | Marc Forster            | Ewan McGregor, Hayley Atwell, Bronte Carmichael, Mark Gatiss, Jim Cummings, Brad Garrett, Peter Capaldi |
| 6 września 2018(dts)      | Predator                                      | Stany Zjednoczone                   | Shane Black             | Boyd Holbrook, Trevante Rhodes, Jacob Tremblay, Olivia Munn, Sterling K. Brown, Keegan-Michael Key |
| 24 października 2018(dts) | Bohemian Rhapsody                             | Wielka Brytania                     | Bryan Singer            | Rami Malek, Gwilym Lee, Ben Hardy, Joe Mazzello, Lucy Boynton, Tom Hollander, Mike Myers, Allen Leech, Aidan Gillen |
| 11 listopada 2018(dts)    | Creed II                                      | Stany Zjednoczone                   | Steven Caple Jr.        | Michael B. Jordan, Sylvester Stallone, Tessa Thompson, Phylicia Rashad, Dolph Lundgren |
| 16 listopada 2018(dts)    | Fantastyczne zwierzęta: Zbrodnie Grindelwalda | Wielka Brytania                     | David Yates             | Eddie Redmayne, Jude Law, Johnny Depp, Ezra Miller, Katherine Waterston, Dan Fogler, Alison Sudol, Carmen Ejogo |
| 19 grudnia 2018(dts)      | Mary Poppins powraca                          | Stany Zjednoczone                   | Rob Marshall            | Emily Blunt, Lin-Manuel Miranda, Ben Whishaw, Emily Mortimer, Pixie Davies, Nathanael Saleh, Joel Dawson, Julie Walters |